# Grand Prix Formule 1 van Duitsland 1988
De Grand Prix Formule 1 van Duitsland 1988 werd gehouden op 24 juli 1988 op de Hockenheimring.

## Verslag

### Kwalificatie
De beide McLarens stonden opnieuw op de eerste rij. Michele Alboreto startte vanop de derde plaats, met achter hem beide March-wagens. Vanop de zesde plaats vertrok Gerhard Berger. De kwalificatie werd overheerst door hevige onweer.

### Race
Op zondagmorgen stopte het met regenen. Het werd echter een gok op welke banden te starten maar uiteindelijk startte iedereen op banden voor nat weer, behalve Nelson Piquet. Ayrton Senna leidde vanaf de start, voor Berger en Alessandro Nannini. Piquet moest al in de eerste ronde opgeven door aquaplaning. Alain Prost vocht na een slechte start terug vanop de vierde plaats naar de tweede, achter Senna. Hij slaagde er echter niet in hem in te halen. Door enkele spins slaagde hij er ook niet in om dichter te komen. Ze behielden deze posities en pakten de zesde 1-2 van het jaar voor McLaren. Nannini reed een groot deel van de race in derde/vierde positie, tot hij in de pits moest gaan voor problemen met de gastoevoor van zijn Benetton. Hij kwam op de 18de plaats opnieuw in de race maar zette wel de snelste ronde neer. Hierdoor werd Ferrari derde en vierde, terwijl Ivan Capelli de vijfde plaats innam. Thierry Boutsen slaagde erin de zesde plaats te behalen.

## Uitslag
| Positie | Nummer | Rijder             | Team            | Ronden | Tijd/Opgave | Startplaats | Punten |
| ------- | ------ | ------------------ | --------------- | ------ | ----------- | ----------- | ------ |
| 1       | 12     | Ayrton Senna       | McLaren-Honda   | 44     | 1:32:54.188 | 1           | 9      |
| 2       | 11     | Alain Prost        | McLaren-Honda   | 44     | + 13.609    | 2           | 6      |
| 3       | 28     | Gerhard Berger     | Ferrari         | 44     | + 52.095    | 3           | 4      |
| 4       | 27     | Michele Alboreto   | Ferrari         | 44     | + 1:40.912  | 4           | 3      |
| 5       | 16     | Ivan Capelli       | March-Judd      | 44     | + 1:49.606  | 7           | 2      |
| 6       | 20     | Thierry Boutsen    | Benetton-Ford   | 43     | + 1 Ronde   | 9           | 1      |
| 7       | 17     | Derek Warwick      | Arrows-Megatron | 43     | + 1 Ronde   | 12          |        |
| 8       | 15     | Mauricio Gugelmin  | March-Judd      | 43     | + 1 Ronde   | 10          |        |
| 9       | 2      | Satoru Nakajima    | Lotus-Honda     | 43     | + 1 Ronde   | 8           |        |
| 10      | 18     | Eddie Cheever      | Arrows-Megatron | 43     | + 1 Ronde   | 15          |        |
| 11      | 3      | Jonathan Palmer    | Tyrrell-Ford    | 43     | + 1 Ronde   | 24          |        |
| 12      | 10     | Bernd Schneider    | Zakspeed        | 43     | + 1 Ronde   | 22          |        |
| 13      | 22     | Andrea de Cesaris  | Rial-Ford       | 42     | + 2 Rondes  | 14          |        |
| 14      | 9      | Piercarlo Ghinzani | Zakspeed        | 42     | + 2 Rondes  | 23          |        |
| 15      | 36     | Alex Caffi         | Dallara-Ford    | 42     | + 2 Rondes  | 19          |        |
| 16      | 32     | Oscar Larrauri     | EuroBrun-Ford   | 42     | + 2 Rondes  | 26          |        |
| 17      | 25     | René Arnoux        | Ligier-Judd     | 41     | + 3 Rondes  | 17          |        |
| 18      | 19     | Alessandro Nannini | Benetton-Ford   | 40     | + 4 Rondes  | 6           |        |
| 19      | 29     | Yannick Dalmas     | Larrousse-Ford  | 39     | Koppeling   | 21          |        |
| DNF     | 14     | Philippe Streiff   | AGS-Ford        | 38     | Gaspedaal   | 16          |        |
| DNF     | 6      | Riccardo Patrese   | Williams-Judd   | 34     | Spin        | 13          |        |
| DNF     | 21     | Nicola Larini      | Osella          | 27     | Motor       | 18          |        |
| DNF     | 5      | Nigel Mansell      | Williams-Judd   | 16     | Spin        | 11          |        |
| DNF     | 33     | Stefano Modena     | EuroBrun-Ford   | 15     | Motor       | 25          |        |
| DNF     | 30     | Philippe Alliot    | Larrousse-Ford  | 8      | Spin        | 20          |        |
| DNF     | 1      | Nelson Piquet      | Lotus-Honda     | 1      | Spin        | 5           |        |
| DNQ     | 24     | Luis Perez-Sala    | Minardi-Ford    |        |             |             |        |
| DNQ     | 26     | Stefan Johansson   | Ligier-Judd     |        |             |             |        |
| DNQ     | 4      | Julian Bailey      | Tyrrell-Ford    |        |             |             |        |
| DNQ     | 23     | Pierluigi Martini  | Minardi-Ford    |        |             |             |        |
| DNPQ    | 31     | Gabriele Tarquini  | Coloni-Ford     |        |             |             |        |

## Statistieken
| Pole-position | Ayrton Senna       | McLaren-Honda | 1:44.596 |
| Snelste ronde | Alessandro Nannini | Benetton-Ford | 2:03.032 |

## Noot
- Dit was de 25ste Grand Prix-start voor een Japanse coureur.
- Eerste snelste ronde voor Alessandro Nannini.

1931 · 1932 · 1934 · 1935 · 1936 · 1937 · 1938 · 1939 · 1951 · 1952 · 1953 · 1954 · 1956 · 1957 · 1958 · 1959 · 1961 · 1962 · 1963 · 1964 · 1965 · 1966 · 1967 · 1968 · 1969 · 1970 · 1971 · 1972 · 1973 · 1974 · 1975 · 1976 · 1977 · 1978 · 1979 · 1980 · 1981 · 1982 · 1983 · 1984 · 1985 · 1986 · 1987 · 1988 · 1989 · 1990 · 1991 · 1992 · 1993 · 1994 · 1995 · 1996 · 1997 · 1998 · 1999 · 2000 · 2001 · 2002 · 2003 · 2004 · 2005 · 2006 · 2008 · 2009 · 2010 · 2011 · 2012 · 2013 · 2014 · 2016 · 2018 · 2019